# San Rafael (Nowy Meksyk)
San Rafael – jednostka osadnicza w Stanach Zjednoczonych, w stanie Nowy Meksyk, w hrabstwie Cibola.